# Martha Orlanda

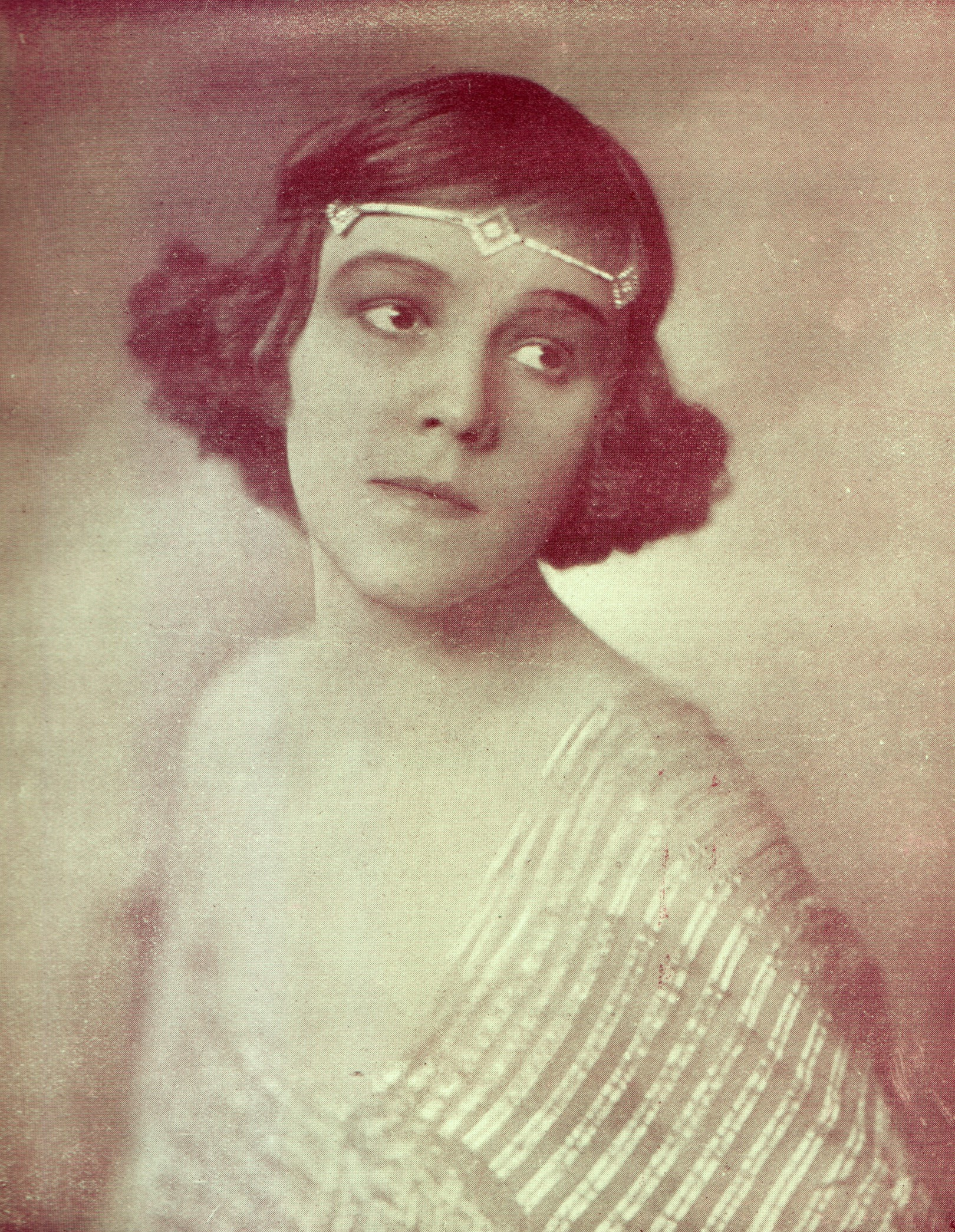
Martha Orlanda, um 1920 auf einer Fotografie von Mac Walten, Berlin

Martha Orlanda geborene Schlinkmann (* 23. April 1886 in Marchienne-au-Pont, Belgien; † 15. Mai 1970 in Neviges) war eine deutsche Stummfilmschauspielerin und Drehbuchautorin.

## Leben und Wirken
Martha Schlinkmann, die zunächst eine Volksschule, dann eine höhere Mädchenschule besuchte, will nach eigener Aussage bereits im Alter von 13 Jahren beim Kölner Residenz-Theater vorgesprochen haben, um dort auftreten zu können. Schließlich wurde das Mädchen engagiert: für 75 Mark Monatsgehalt. Ihre Angehörigen beendeten jedoch nach einem Jahr dieses „Experiment“. 1917 ging die 30-Jährige mit ihrer Mutter Josephine Schlinkmann nach Berlin, wo William Kahn sie entdeckte und vor die Kamera holte. Ihr Stummfilmdebüt gab Martha Orlanda mit der Izza Dombronowska in Der Fall Dombronowska-Clemenceau, der Verfilmung einer literarischen Vorlage von Alexandre Dumas.
Bis zum Jahresende 1921 drehte Orlanda Film auf Film, zu zwölf dieser Werke verfasste sie auch das Drehbuch. Das hochspekulative zweiteilige Aufklärungs- und Sittenbild Der Weg, der zur Verdammnis führt von Otto Rippert sorgte bei seiner Uraufführung 1919 für einen handfesten Skandal. Auch ihre anderen Stummfilme bewegten sich überwiegend im dramatischen oder melodramatischen Themenfeld. 1922 beendete Martha Orlanda ihre kurzlebige Filmkarriere und heiratete am 26. September 1924 den Juristen und damaligen Oberregierungsrat im Reichsversorgungsgericht Theodor Schulte-Holthausen (1889–1945), mit dem sie ab 1926 einen Sohn hatte. Ihr Ehemann starb wenige Monate nach dem Ende des Zweiten Weltkriegs in sowjetischer Gefangenschaft.
Martha Orlanda wohnte noch bis Mitte der 1950er-Jahre in Berlin-Wilmersdorf, ehe sie zu ihrem Sohn und dessen Familie ins westfälische Heessen übersiedelte. Im Alter von 80 Jahren zog sie schließlich in ein Altenheim im Wallfahrtsort Neviges, wohin sie freundschaftliche Beziehungen hatte. Dort starb die ehemalige Schauspielerin im Mai 1970.

## Filmografie
- 1917: Der Fall Dombronowska-Clemenceau
- 1917: Wenn Frauen lieben und hassen (auch Drehbuchautorin)
- 1918: Suchomlinow
- 1918: Menschen, die durchs Leben irren (auch Drehbuchautorin)
- 1918: Stürme des Lebens
- 1918: Der Weg, der zur Verdammnis führt
- 1919: Die nach Liebe dürsten (auch Drehbuchautorin)
- 1919: Der Weg, der zur Verdammnis führt, 2. Teil. Hyänen der Lust
- 1920: Prärieblut
- 1920: Das grüne Plakat
- 1920: Das große Geheimnis (auch Drehbuchautorin)
- 1921: Die kleine Dagmar
- 1922: Brudermord